# Hafr al-Batin

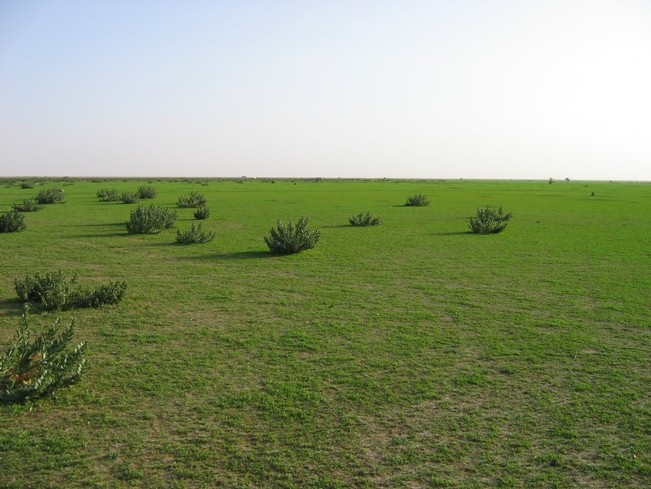
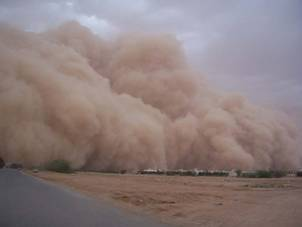
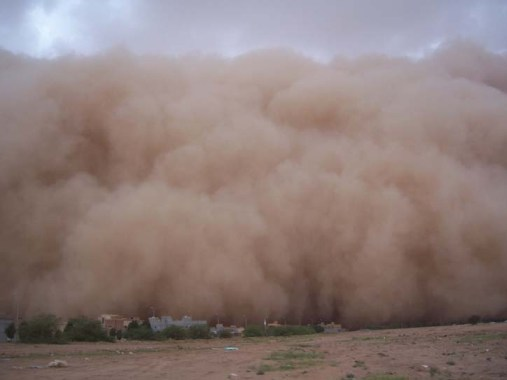
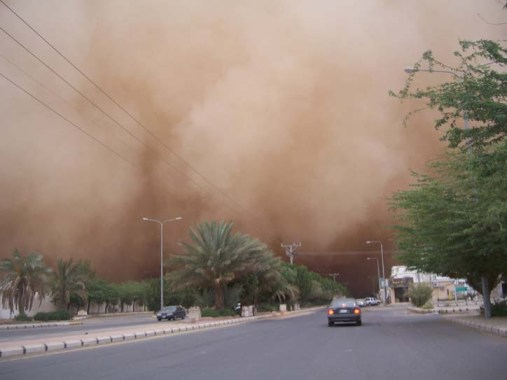
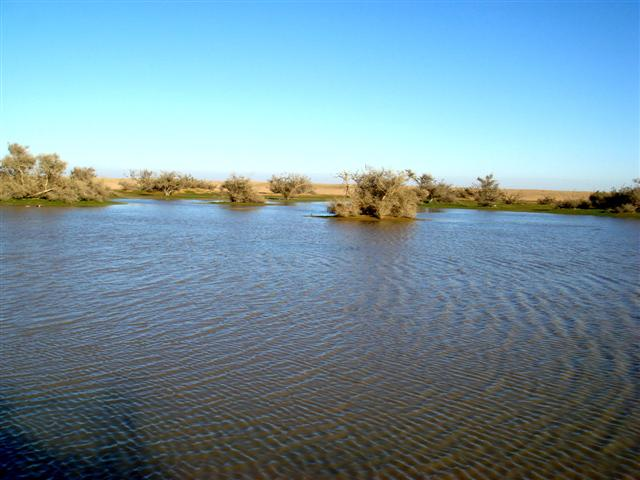
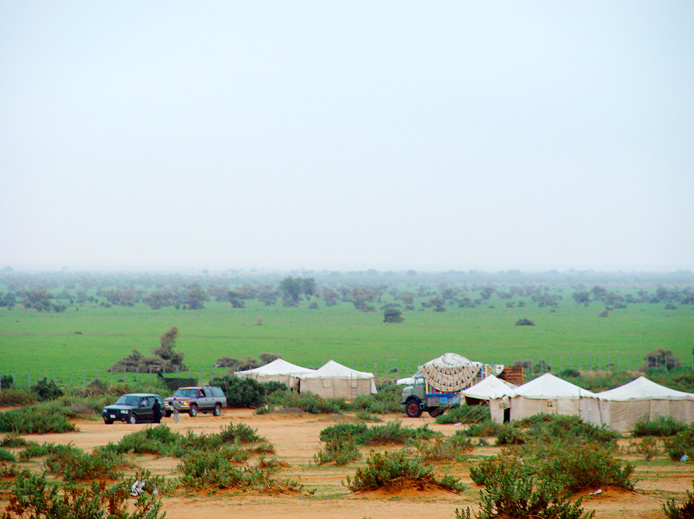
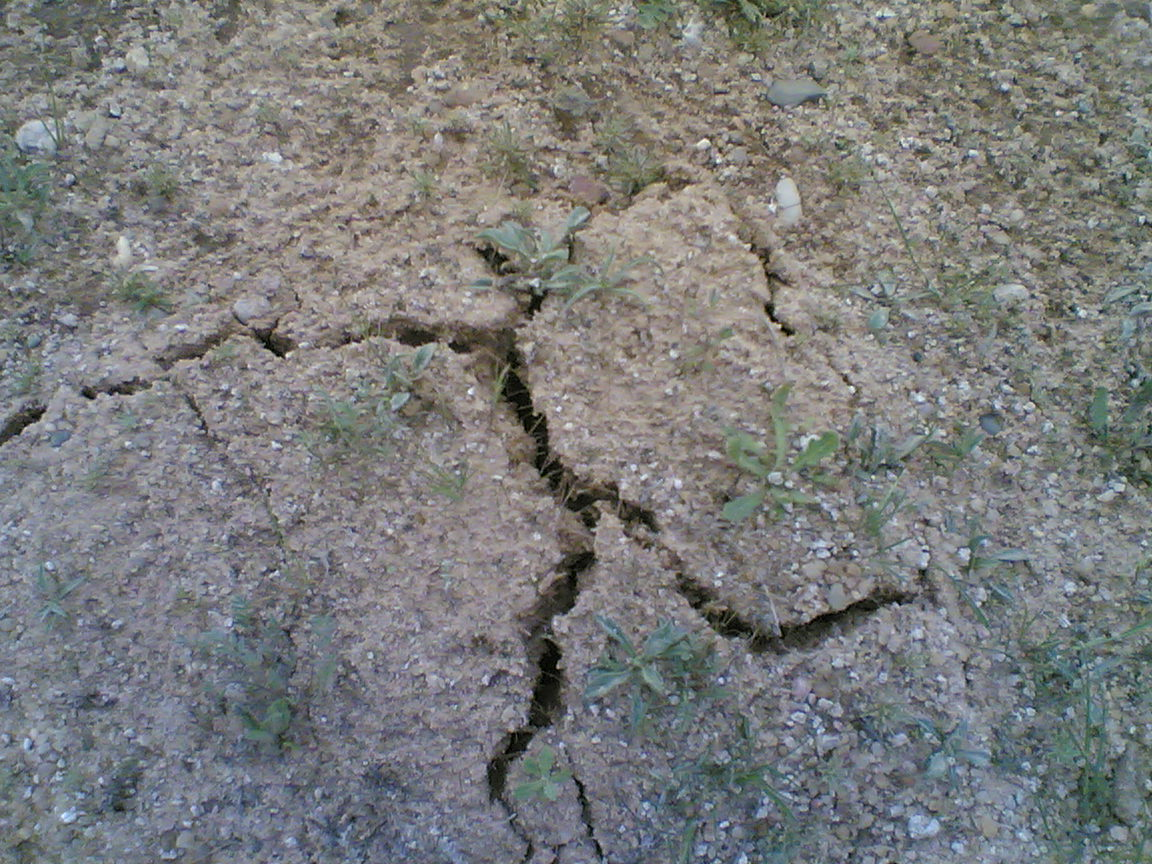
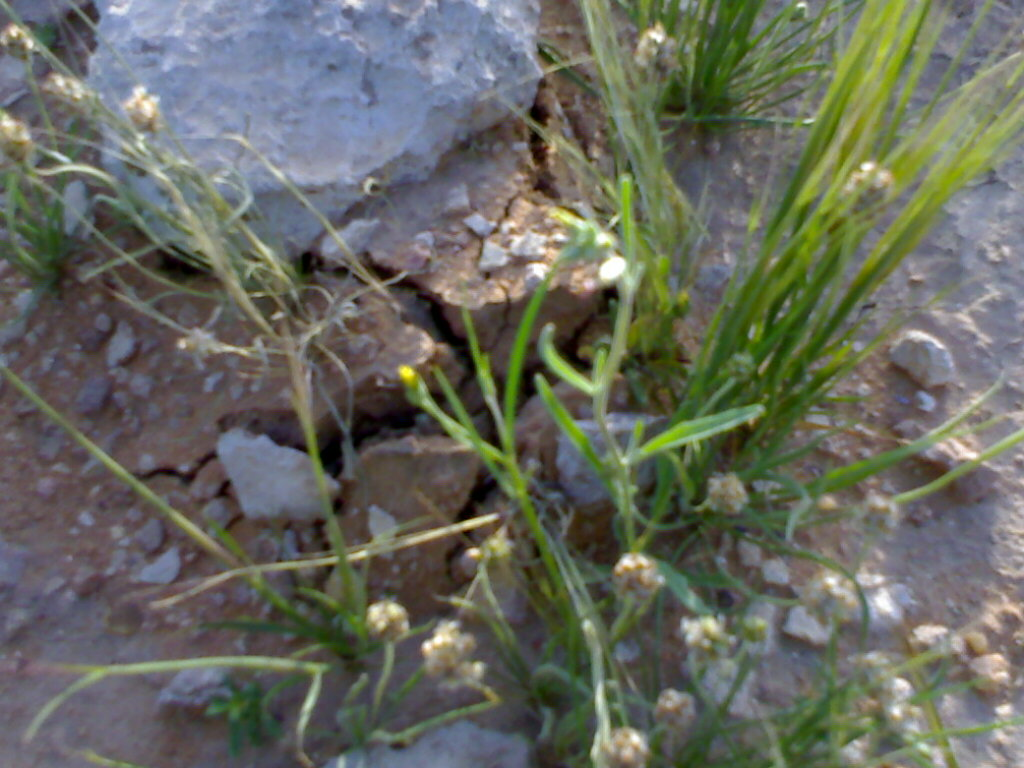

Hafr al-Batin (arab. حفر الباطن) – miasto w saudyjskiej Prowincji Wschodniej. Leży w odległości 480 km na północ od Rijadu i 90 km od granicy Kuwejtu. Według spisu ludności z 2010 roku miasto liczyło 271 642 mieszkańców.